# Joya SAA-1
El proyecto JOYA SAA-1 consiste en el diseño y fabricación de obús autopropulsado de fabricación Colombiana utilizando para ello un obús GIAT LG1 de 105×30 milímetros, sobre un camión del tipo BMY M923-A2 6×6, para lo cual se llevó a cabo un proceso de selección abreviada de menor cuantía, escogiéndose a la Unión Temporal Proyecto Joya, compuesta por las empresas Multiservicios Mecanic Center SAS y Farmaq SAS.

## Historia
Las cifras destinadas para el desarrollo del prototipo fueron de $106 millones de pesos (aproximadamente 30 mil euros) y el objeto del proyecto es poder dotar al Ejército de un sistema de artillería autopropulsada de fuego indirecto, de desarrollo local.

## Diseño
El Joya esta entonces integrado por dos subsistemas, es decir por un lado el sistema de tiro, que viene con el obús LG-1 y por otro el sistema hidráulico que debe entrar a garantizar que los cilindros de estabilización puedan soportar cada uno 15.000 Kgf, cifra producto de la suma de la masa del camión (9.000 Kgf), municiones almacenadas (1.000 Kgf), peso del obús (1.000 Kgf), masa de la armadura, armamento de apoyo, sistemas de comunicaciones, sirvientes del sistema (1.000 Kgf), y el esfuerzo del disparo (retroceso calculado en 2.000 Kfg), para un total de 14.000 Kgf, distribuidos en los dos actuadores de 15.000 Kgf obteniendo (según el Ejército) un factor de seguridad en diseño de 2.1.
El proceso de ingeniería se realizó llevando a cabo la adaptación mecánica al vehículo M923-A2, para disparar desde su bastidor el obús de 105 milímetros. El desarrollo implico el refuerzo del chasis, la instalación de un sistema hidráulico, la construcción de una base para el obús y una cubierta con contenedores en la carrocería del vehículo.
En relación con la plataforma el motor de este vehículo cuenta con la capacidad para transportar una carga de hasta 5 toneladas, más el propio peso del camión (9 toneladas), cubriendo con ellos los requerimientos para el traslado efectivo del obús, además de y gracias a su tracción 6×6 tener una tracción y torque adecuados para el tipo de maniobras que se necesitarían para desplazarse por cierto tipo de terrenos y tal como se pudo apreciar en la demostración realizada.
El ejército colombiano por medio de su Dirección de Artillería le apostó a este desarrollo tecnológico justificándolo en la actual transformación de esa fuerza, según la cual se evoluciona al concepto operacional de ejército multimisión, potencializando el empleo conjunto de armas combinadas, dotadas de alta movilidad, con tecnologías modernas y sostenibles. Los recursos asignados a este programa se materializaron en el desarrollo industrial del primer prototipo, presupuesto que se ejecutó por medio de un contrato de adquisición de materiales.
La construcción se baso en un trabajo de diseño de ingeniería que incluyó cálculos de esfuerzos, diseño mecánico de cada uno de los componentes y validación de funcionamiento con herramientas de diseño asistido por computador (Cad).
La construcción del prototipo –basado en el diseño detallado-, estuvo a cargo por completo de un grupo de oficiales y suboficiales del Batallón de Mantenimiento N° 1 "José María Rosillo", aprovechando la infraestructura industrial instalada allí y la preparación profesional de los integrantes de esa institución, liderados en su momento por el entonces director del proyecto, coronel Norberto Salgado, el ingeniero de diseño y construcción (en mecatrónica), sargento viceprimero Jhon Castillo y por el sargento segundo Jorge Rodríguez y el cabo tercero Cristian García, estos dos últimos encargados del armado físico como tal del sistema.
Parte del desarrollo tecnológico del proyecto consistía en la ejecución de pruebas de campo del sistema. Las dos primeras se realizaron en el fuerte militar de Tolemaida una en el año 2016 y la segunda reciente en el 2017 y base en donde se mantiene el Joya. Durante las mismas se dispararon 40 proyectiles ha distancias escalonadas de 2, 7,12 y 16 kilómetros, acertando en su totalidad los blancos y despejando cualquier duda sobre sus estabilidad haciendo uso del sistema hidráulico.
Cabe señalar aquí que el representante de la casa fabricante del obús, es decir Nexter, asistió e hizo el acompañamiento durante las mismas, registrando los resultados de lo realizado.
El objetivo del proyecto es entonces contar con un sistemas versátil y efectivo, ahorrando con él tiempos de entrega y salida de la posición de tiro, optimizando el personal y los recursos logísticos. El obús Nexter LG-1 Mk.III tiene dispuesto su navegador inercial, dos contenedores para municiones, una ametralladora M2 QCB de calibre 12,7×99 para la seguridad inmediata (ubicada sobre la cabina), un software de cálculo de datos de tiro, un software de comando y control y un sistema de comunicaciones encriptado.